# Ultraaricia altera
Ultraaricia altera är en fjärilsart som beskrevs av Züllich 1929. Ultraaricia altera ingår i släktet Ultraaricia och familjen juvelvingar. Inga underarter finns listade i Catalogue of Life.